# Szabó Balázs (orgonaművész)
Szabó Balázs (Miskolc, 1985. február 22. –) orgonaművész, orgonaszakértő, zenetudós.

## Életpályája
Orvos szülők gyermekeként született, zenélni 15 éves korában kezdett. Tanulmányait a Fényi Gyula Miskolci Jezsuita Gimnáziumban végezte, ezzel párhuzamosan három évig tanult a Bartók Béla Zeneművészeti Szakiskolában, szakmai tagozaton, Andrássyné Mátyus Gabriellánál, majd tanulmányait a budapesti Liszt Ferenc Zeneművészeti Egyetemen folytatta, ahol 2008-ban kiváló minősítéssel, orgonaművész-tanári diplomát szerzett. Ezt követően Würzburgban, Trossingenben és Rómában tanult tovább, prof. Dr. h. c. Christoph Bossert irányításával 2010-ben szerezte meg a Meister der Orgel címet. A mesterosztállyal párhuzamosan a Vatikán védnöksége alatt álló »OrganExpert« nemzetközi orgonaszakértői képzést is kiváló minősítéssel végezte el. 2015-ben tudományos fokozatot szerzett (zenetudományi PhD) az utrechti egyetemen, Hollandiában.
2011 óta a Liszt Ferenc Zeneművészeti Egyetem tanára, 2013 óta pedig a budapesti Bartók Béla Zeneművészeti Szakközépiskolábanban is tanít. Történelmi orgonák szakértője, orgonaművészként Európa-szerte hangversenyezik, emellett virtuóz játékosa egy manapság ritka billentyűs hangszernek, a Mustel-féle mesterharmóniumnak.

## Orgonaszakértő
Orgonaszakértői szakirányú nemzetközi master képesítését (OrganExpert) Magyarországon elsőként, egyetemi szinten szerezte meg. Külföldön megszerzett tapasztalatait elsősorban Magyarországon kamatoztatja, hazai munkássága újraformálta a jelen kori orgonaépítészetet. Nevéhez fűződik a historikus példák alapján készített új stílushangszerek építése és a romantikus hangszerek megmentésének ügyét is elsőként szorgalmazta sikerrel. Úttörőként szorgalmazza a pneumatikus traktúrájú orgonák restaurálását és rekonstrukcióját, elsőként hozta be a nyugaton már évtizedek óta elfogadott helyreállítási normákat. Vezetésével indult el 2011 szeptemberében a Zeneakadémia organológiai képzése .
Szakértőként a következő hangszerek kötődnek nevéhez:

#### Restaurálások, stílus hű bővítések
- Miskolc, Kossuth utcai református templom, Angster orgona- és harmóniumgyár (1902, II/19pk), 2011
- Óbudai református templom, Országh Sándor (1899, I/8) – AerisOrgona (2012, II/12mk), 2012
- Rehweiler, háziorgona, E. F. Walcker & Cie (Op. 323, 1877, II/10), 2015
- Hajdúböszörmény, Kálvin téri református templom, Angster orgona- és harmóniumgyár (1898–1914, III/38pt), a pneumatikus traktúra és játszóasztal újjáépítésével, 2016
- Győr, evangélikus „Öregtemplom”, Angster orgona- és harmóniumgyár (Op. 1003, 1926, III/34pt), a pneumatikus traktúra és játszóasztal újjáépítésével, 2017
- Debrecen, református Kistemplom, Kiszel István (1862-1880, III/51, mcbb), 2018
- Budapest, Nagyvárad téri református templom, Angster orgona- és harmóniumgyár(Op. 1215, 1940, III/32pk), 2018
- Budapest, Zeneakadémia Nagyterem, Voit & Söhne (Op. 975, 1907, IV/77ept) 2015–2018

#### Új orgonák
- Cegléd, evangélikus templom, Bach-orgona (AerisOrgona 2014, II/11mc) 2014
- Budapest, gazdagréti Szent angyalok plébánia, Kasztíliai-stílusú orgona (AerisOrgona 2016, 11 és 14 osztott regiszter, mc) 2016
- Budapest, Hold utcai református templom, Bach-orgona (AerisOrgona 2017, II/19mc) 2017

## A Zeneakadémia Voit-orgonája
15 évesen kezdte el foglalkoztatni a Zeneakadémia egykori Voit-orgonájának az ügye. A projekt gyakorlati megvalósítása 2008-ban kezdődött, majd tíz évvel később, 2018. október 22-én került sor az orgona avatására. Munkásságából kiemelkedik a Zeneakadémia orgonájának építése, hiszen egy teljesen elveszettnek hitt orgona született újjá hűen követve az 1907-es építés részleteit. Nemzetközileg is úttörő a vállalkozás, hiszen a világon elsőként került rekonstrukcióra nagyméretű elektropneumatikus rendszerű orgona a századfordulóról. A hangszer Magyarország legnagyobb romantikus stílusú orgonája és egyben legnagyobb történelmi hangszere is.

## Harmóniumművész
A klasszikus harmóniumirodalom mellett rendszeresen lép fel az igazi különlegességnek számító mesterharmóniummal is. Németországban magánúton elsajátította a mesterharmóniumok restaurálását, gyakran lép fel saját gyűjteményéből való hangszereken, amelyeket maga restaurált.

## Díjak
Több rangos nemzetközi orgonaverseny díjazottja:
- Premier Prix St. Maurice Svájc (2007)
- Grand prix d'interpretation, Prix Spécial Biarritz Franciaország 2009
- Johann Pachelbel Preis 1. díj Nürnberg 60. ION Németország 2011
- Second Prix d'Interpretation, Grand Prix de Chartres Franciaország 2014[1]

Hazánkban több kitüntetéssel is honorálták művészeti tevékenységét:
- „Az év embere Miskolcon” 2008
- Miskolc Város Nívódíja 2010
- Junior Prima díj 2010
- Miskolci Múzsa díj 2015

## Felvételei
Max Reger: "per aspera ad astra" CHORALE FANTASIES 2 SACD (Dabringhaus & Grimm, Detmold, 2016)

## Publikációi
- "Zur Orgelmusik Max Regers" in: Studien zur Orgelmusik Band 5, hrsg. von M. Heinemann, Dr. J. Butz Verlag(Bonn 2016) ISBN 978-3-928412-19-3 
- „Länderbericht Ungarn“ in: Bernhard Billeter/Markus T. Funck/Michael G. Kaufmann (Hrsg.): Orgel/Orgue/Organo/Organ/2011, Dokumentation|Länderberichte-Dokumentation|Country reports, ISBN 978-3-9809-23279, Verlag Organum Buch, DE-74613, Öhrigen 2014, 218-220.
- „Egy ideális orgona Budapesten“, Magyar Egyházzene XVIII (2010/2011) 71-83.